# تپه سر میل ۱
تپه سر میل ۱ مربوط به دوره اشکانیان - اوایل دوران‌های تاریخی پس از اسلام - سدهٔ ۴ ه‍.ق است و در شهرستان دالاهو، بخش مرکزی، دهستان حومه کرند، ۵۰ متری شرق روستای سرمیل واقع شده و این اثر در تاریخ ۶ اسفند ۱۳۸۵ با شمارهٔ ثبت ۱۷۵۵۲ به‌عنوان یکی از آثار ملی ایران به ثبت رسیده است.